# ギャンジャ
ギャンジャ(アゼルバイジャン語: Gəncə、 ゲンジェ、ガンジャとも)は、アゼルバイジャン共和国の都市。人口は約30万人で、首都バクーに次ぐ、アゼルバイジャン第2の都市である。ロシア帝国時代にはエリザヴェトポリ（Елизаветполь, Elizavetpol）、ソヴィエト連邦時代にはキロヴァバード（Кировабад, Kirovabad）と呼ばれた。
ギャンジャ国際空港があり、空路で首都バクーなどと結ばれている。ニザーミーの生地としても知られ、1991年に建設されたニザーミー廟がある。

## 歴史
5世紀ごろに建設された。ギャンジャという名称については、ペルシア語の ganj ( گنج 「宝物」の意）が語源であるという説が有力。
この地方の商業・文化の中心として栄えたが、1139年の地震、1231年のモンゴル人の来襲により衰退した。サファヴィー朝の支配下で復興する。1747年、アッバース1世にちなんで、一時的にアッバサバード（Abbasabad）と改称された後、ギャンジャ・ハン国の首都となる。第一次ロシア・ペルシア戦争にロシアが勝利した後、1813年10月、ゴレスターン条約によってロシア帝国に併合され、アレクサンドル1世の妻エリザベータにちなんでエリザベトポルと改称。
1918年、バクーが赤軍から奪還されるまでのあいだ、一時的にアゼルバイジャン民主共和国の首都となる。1920年にソヴィエト権力がアゼルバイジャンに樹立されると、町の名はギャンジャに戻された。1935年、スターリンは革命家セルゲイ・キーロフにちなんで町の名をキロヴァバードと改めた。1991年、アゼルバイジャンの独立にともない、町の名は再びギャンジャに戻された。

## 姉妹都市
- モスクワ、ロシア
- ニューアーク、アメリカ合衆国
- ルスタヴィ、ジョージア
- クタイシ、ジョージア
- イズミル、トルコ
- デルベント、ロシア
- カルス、トルコ

## ゆかりの人物
- ニザーミー・ギャンジャヴィ（詩人）
- イワン・バグラミャン（軍人）
- トグルル・アスガロフ（2012年ロンドン五輪レスリングフリースタイル60kg級金メダリスト）